# GCIRS 7
GCIRS 7은 은하 중심에 위치한 적색 초거성이다. 이 별은 매우 밝고 현재 발견된 가장 반지름이 큰 별 중 하나이며 크기는 약 960태양반경R☉이다. 태양계에 배치된다면 광구는 목성의 궤도를 거의 삼킬 것이다.

## 같이 보기
- 반지름순 항성 목록